# Chaîne Kazan
La chaîne Kazan (火山列島, Kazan rettō, litt. « chaîne d'îles volcaniques ») ou Îles Iwo (硫黄列島, Iō-rettō) sont un groupe de trois îles gouvernées par le Japon en Micronésie. Elles se trouvent au sud de l'archipel Ogasawara et appartiennent à la sous-préfecture d'Ogasawara, dans la métropole de Tokyo, au Japon,.
Les îles sont toutes des volcans actifs situés au sommet d'un arc insulaire qui s'étend au sud jusqu'aux îles Mariannes. Elles ont une superficie de 32,55 km2 et une population de 380 personnes. L'île d'Iwo Jima s'étend sur environ 1 240 km au sud-est de Miyazaki.

## Géographie
Les îles de la chaîne Kazan sont :
- Kita Iwojima (北硫黄島, Kitaiōjima/Kitaiōtō?, litt. « île soufre du nord »), 5,57 km2, 792 m d'altitude (Sakaki-ga-mine) ;
- Iwo Jima (硫黄島, Iōjima/Iōtō?, litt. « île soufre »), 20,60 km2, 166 m (Suribachi-yama) ;
- Minami Iwojima (南硫黄島, Minamiiōjima/Minamiiōtō?, litt. « île soufre du sud ») 3,54 km2, 916 m d'altitude.

Détail des îles
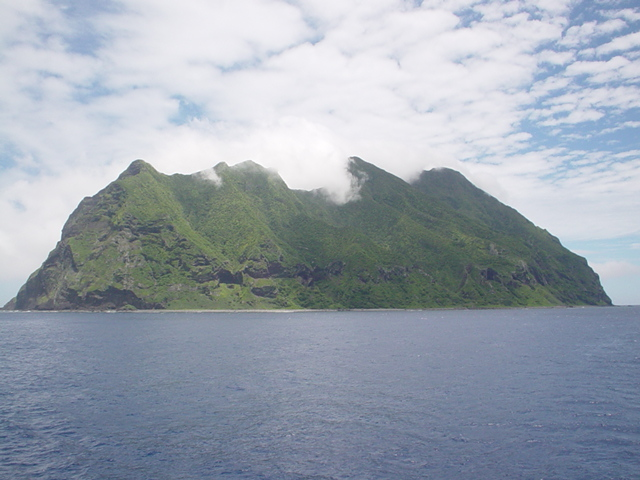
Kita Iwo Jima
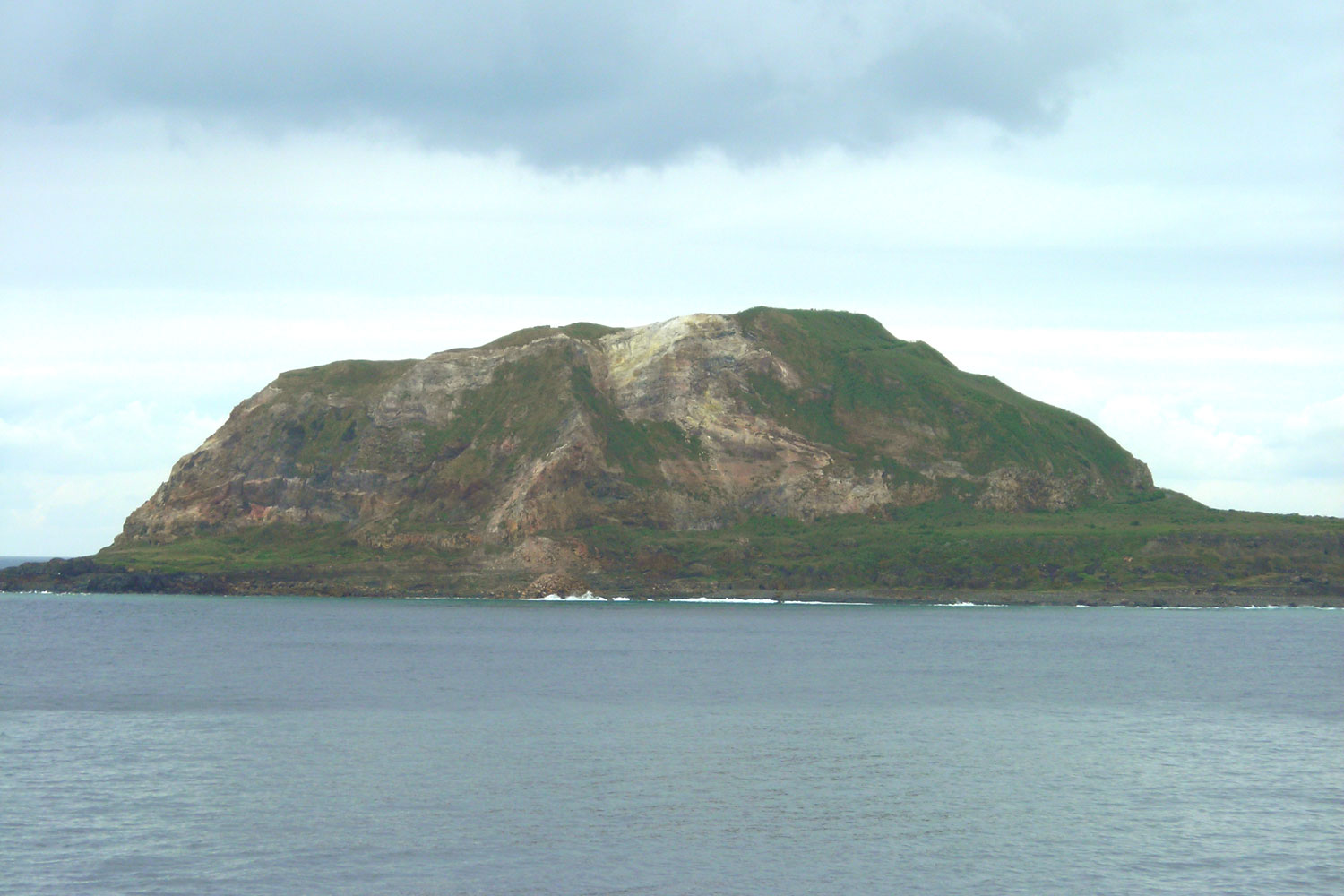
Iwo Jima
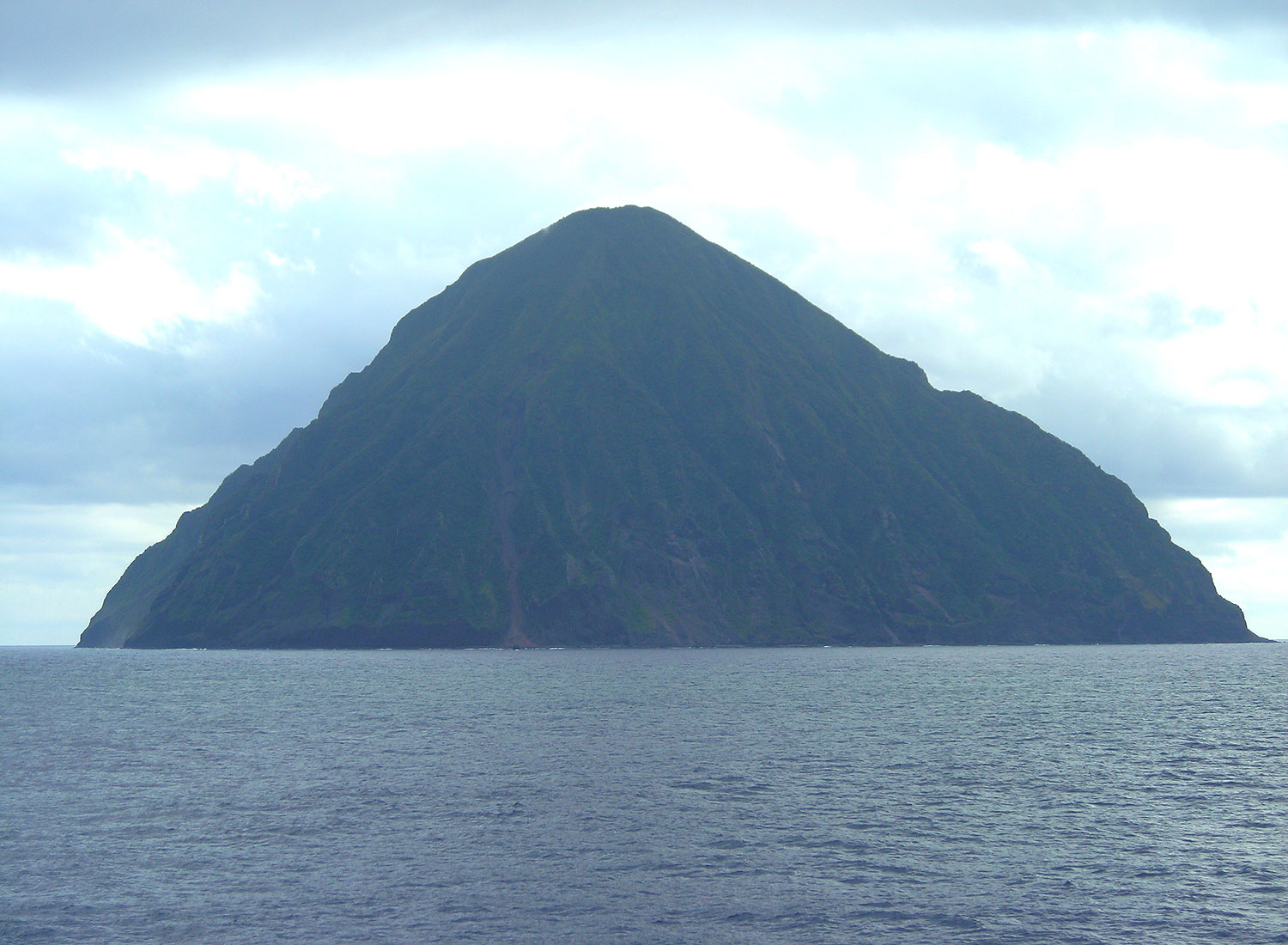
Minami Iwo Jima
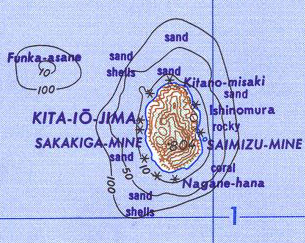
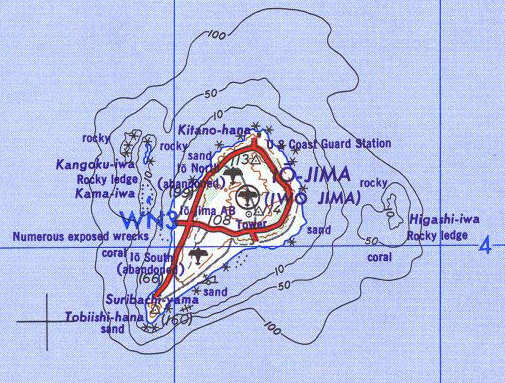
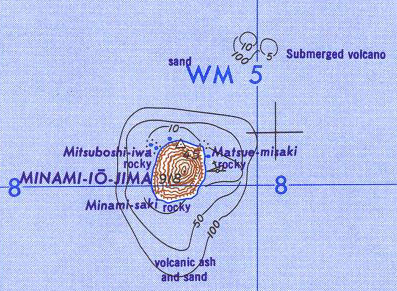

Plus au nord mais dans le même arc volcanique se trouve :
- Nishino-shima (西之島?, litt. « île de l'ouest »), 4,10 km2, 200 m d'altitude.

Il existe une base militaire des Forces japonaises d'autodéfense à Iwo Jima avec un effectif de 380 personnes. Il est situé dans le village de Minami. En dehors de cette base, les îles sont inhabitées.
Les éruptions volcaniques généralement submergées font parfois remonter à la surface Fukutoku-Okanoba, un volcan sous-marin.

## Histoire
La première observation enregistrée par des Européens remonte à octobre 1543 par le navigateur espagnol Bernardo de la Torre à bord de la caraque San Juan de Letrán alors qu'il tentait de revenir de Sarangani vers la Nouvelle-Espagne. Iwo Jima a été cartographié sous le nom de Sufre, l'ancien terme espagnol désignant le soufre.
Les îles étaient inhabitées en 1889 lorsque les deux îles du nord furent colonisées par des colons japonais venus des îles Izu. Ils furent annexés par le Japon en 1891. Cependant, des preuves archéologiques ont révélé que les îles du grand archipel Ogasawara étaient habitées préhistoriquement par un peuple micronésien inconnu.
La population était d'environ 1 100 habitants en 1939, répartis entre cinq colonies : Higashi, Minami, Nishi, Kita et Motoyama (qui signifient respectivement « Est », « Sud », « Ouest », « Nord » et « Montagne d'origine », ou « montagne centrale ») sur Iwo Jima ; et deux colonies sur Kita Iwo Jima : Ishino-mura (« village Ishino » ; Ishino est un nom de famille) et Nishi-mura (« village de l'Ouest »). Le bureau de l'administration municipale était situé à Higashi jusqu'en 1940, date à laquelle la municipalité fut intégrée à l'administration d'Ogasawara (Tokyo).

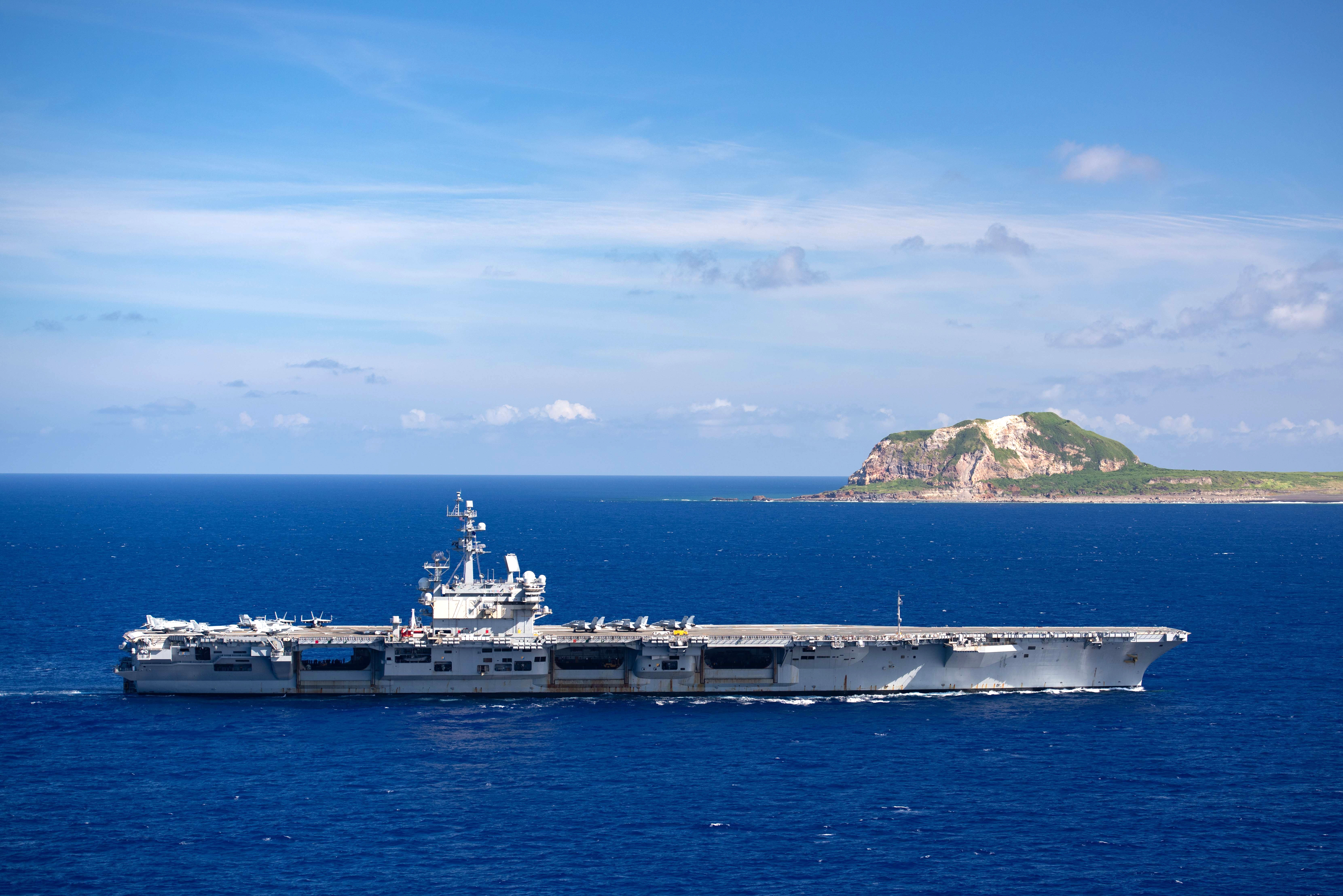
Le porte-avions USS Ronald Reagan (CVN-76) navigue au large de la côte d'Iwo Jima.

Iwo Jima a été le site de la bataille d'Iwo Jima pendant la Seconde Guerre mondiale, à l'issue de laquelle le groupe d'îles est passé sous l'administration des États-Unis. La chaîne Kazan a ensuite été rendue à la domination japonaise en 1968.

## Écologie
La chaîne Kazan a un climat subtropical. Elle fait partie de l’écorégion des forêts humides subtropicales d’Ogasawara (en) et abrite des plantes et des animaux uniques et diversifiés, dont de nombreuses espèces endémiques. Elle a été reconnue comme formant une zone importante pour les oiseaux (ZICO) par BirdLife International car ils abritent des populations de phaétons à brins rouges, de pigeons violets et de pétrels-tempête de Matsudaira (en).